# Beierolpium soudanense
Beierolpium soudanense es una especie de arácnido del orden Pseudoscorpionida de la familia Olpiidae.

## Distribución geográfica
Se encuentra en Malí.